# (38358) 1999 RG154
1999 RG154 (asteroide 38358) é um asteroide da cintura principal. Possui uma excentricidade de 0.02365870 e uma inclinação de 3.46796º.
Este asteroide foi descoberto no dia 9 de setembro de 1999 por LINEAR em Socorro.